# Philippe-Joseph Boucquéau de Villeraie
Philippe Joseph Marie Boucquéau (Brussel, 3 september 1773 – Luik, 5 november 1834), gewoonlijk bekend onder de naam Boucquéau de Villeraie, was een Belgische ambtenaar, priester en katholiek politicus.

## Levensloop
Ridder Philippe Boucquéau was de zoon van advocaat en filosoof Jan-Baptist Boucquéau (1747-1822) en van Marie-Jeanne Bosquet (1747-1821). In de Franse tijd werd hij bestuurssecretaris in Luik en commissaris voor het Saardepartement in Trier. Onder het Consulaat werd hij in 1800, amper 27 jaar, tot prefect benoemd van het departement Rhin-et-Moselle, met Koblenz als hoofdplaats. Hij had deze eervolle benoeming te danken aan de indruk die zijn vader op Napoleon Bonaparte had gemaakt. Jean-Baptiste Boucqueau had immers een boek gepubliceerd, Essai sur l'application du chapitre VII du prophète Daniel à la révolution française (Verhandeling over de toepassing van hoofdstuk VII van de profeet Daniël op de Franse Revolutie), waarin hij beweerde te kunnen aantonen dat de verovering van Noord-Italië door Bonaparte, de Vrede van Lunéville en het Concordaat al door Daniël waren voorspeld.
Twee jaar later werd Philippe Boucquéau directeur van de Verenigde rechten in Maastricht, een ambt dat hij tot in 1814 vervulde. Hij werd daarna bankier in Antwerpen. In 1821 werd hij in de adelstand opgenomen met de overdraagbare titel van ridder. Boucquéau was in 1800 in Koblenz getrouwd met gravin Athenaïs Hirzel de Saint-Gratien (1777-1818) en ze hadden een zoon Joseph Boucquéau (1802-1824), die zich voorbereidde op het priesterschap. Toen zowel zijn vrouw als zijn zoon stierven gaf hij een volledig nieuwe wending aan zijn leven. Hij begon zijn theologische studies en werd in 1826 priester gewijd. Kort daarop werd hij kanunnik van de Sint-Romboutskathedraal.
In oktober 1830 koos het arrondissement Mechelen hem als vertegenwoordiger in het Nationaal Congres. Een tijdgenoot schreef dat hij er zich liet opmerken door zijn taalvaardigheid en de gematigdheid van zijn principes. Hij stemde voor de eeuwigdurende uitsluiting van het huis Nassau en in de eerste stemronde voor een staatshoofd gaf hij zijn stem aan de hertog August van Leuchtenberg. Niettemin maakte hij deel uit van de delegatie die in Parijs de troon ging aanbieden aan de hertog van Nemours.
Over wat hem toen overkwam werd in het stenografisch verslag van de vergadering van 21 februari 1831 het volgende genoteerd: Groepjes congresleden vormen zich in verschillende hoeken van de zaal. Bij zijn aankomst wordt abbé Boucqueau de Villeraie omringd door verschillende leden en ze blijken hem te ondervragen over zijn avontuur in de Rue du Bac in Parijs. Abbé Boucqueau de Villeraie was daar uitgescholden toen hij zijn hotel verliet. Er vonden toen ongeregeldheden plaats in Parijs en de kerk van Saint-Germain l'Auxerrois en het aartsbisdom waren zopas geplunderd. Men stond op het punt van de in soutane geklede Boucqueau de Villeraie te mishandelen, toen hij aan zijn cocarde en aan de nationale Belgische kleuren herkend werd en met veel eerbied werd bejegend. Hij wijst bij herhaling naar de cocarde, als om aan te tonen dat dit zijn redding betekende. De levendigheid en geanimeerde manier waarop hij zijn verhaal doet veroorzaakt grote hilariteit onder zijn toehoorders. Daarop stapt hij van de ene groep naar de andere om handjes te schudden. Hij beklimt het podium waar het bureau zetelt, begroet Mr. de Gerlache en de secretarissen en omarmt graaf de Quarré. (Algemene hilariteit in de vergadering). Hij daalt van het bureau af en omarmt baron Surlet de Chokier die net is aangekomen. (De leden van de vergadering en de aanwezigen in de tribunes applaudisseren.) Ten slotte, alvorens naar zijn plaats terug te keren, drukt hij hartelijk de hand van M. Maclagan, hetgeen in de hoogste mate hilariteit veroorzaakt, zowel in de vergadering als in de tribunes. De precieze reden van al die vrolijkheid ontgaat, bij gebrek aan nadere gegevens. Wellicht ging het er om dat Boucquéau zijn anekdotisch wedervaren voorstelde als een heldendaad, waarbij hij als bij wonder aan de dood zou zijn ontsnapt.
In juni 1831 stemde Boucquéau voor Leopold van Saksen-Coburg en voor de aanvaarding van het Verdrag der XVIII Artikelen.
Bij de eerste parlementsverkiezingen in 1831 werd hij tot volksvertegenwoordiger verkozen voor het arrondissement Mechelen, maar zijn mandaat werd in 1834 niet verlengd. Hij verhuisde toen naar Luik, waar hij kanunnik van de kathedraal en weldra deken van het kapittel werd. Hij werd vernoemd als toekomstig bisschop van Doornik, maar stierf einde 1834.
Hij liet, als laatste van zijn familietak, een aanzienlijk fortuin na, dat hij schonk aan het seminarie van Luik, een legaat dat door leden van een andere familietak werd aangevochten, hetgeen uitmondde op een transactie.